# Batasio
Batasio — рід риб з родини Bagridae ряду сомоподібних. Має 18 видів.

## Опис
Загальна довжина представників цього роду коливається від 3,5 до 10,1 см. Голова стиснута з боків. На ній розміщено сенсорні пори. Очі доволі великі. Мають 3 пари невеличких вусів. Тулуб сплощено з боків. Скелет складається з 35 хребців. Жировий плавець присутній, але у кожного з видів має окрему довжину, навіть з'єднується з хвостовим плавцем. У самців перед анальним плавцем є генітальний сосок або горбик. Хвостовий плавець помірно широкий, з невеличкою виїмкою.
Забарвлення сірого, сталевого або коричневого кольору, часто з коричневими, жовтуватими або чорними плямами чи поздовжними (поперечними) смугами (до 6) у верхній частині тіла, зокрема й на голові та хвостовому плавці.

## Спосіб життя
Зустрічаються в річках з каламутною водою і досить швидкою течією (гірські струмки), але можуть запливати і в болота. Тримаються мулисто-піщаного дна, серед рештків гниючої рослинності. Живляться водними безхребетними.
Відкладають ікру світлого кольору.

## Розповсюдження
Поширені у водоймах Індії, Пакистану, Непалу, Бангладеш, М'янми і Таїланду.

## Види
- Batasio affinis
- Batasio batasio
- Batasio convexirostrum
- Batasio dayi
- Batasio elongatus
- Batasio fasciolatus
- Batasio feruminatus
- Batasio flavus
- Batasio fluviatilis
- Batasio macronotus
- Batasio merianiensis
- Batasio pakistanicus
- Batasio procerus
- Batasio sharavatiensis
- Batasio spilurus
- Batasio tengana
- Batasio tigrinus
- Batasio travancoria